# Andrei Novikov
Andrei Sergeyevich Novikov (tiếng Nga: Андрей Сергеевич Новиков; sinh ngày 8 tháng 4 năm 2000) là một cầu thủ bóng đá người Nga thi đấu cho SFC CRFSO Smolensk.

## Sự nghiệp câu lạc bộ
Anh có màn ra mắt tại Giải bóng đá chuyên nghiệp quốc gia Nga cho SFC CRFSO Smolensk vào ngày 3 tháng 4 năm 2017 trong trận đấu với FC Solyaris Moskva.